# Lamprosema pelealis
Lamprosema pelealis is een vlinder uit de familie van de grasmotten (Crambidae), uit de onderfamilie van de Spilomelinae. De wetenschappelijke naam van deze soort werd voor het eerst gepubliceerd in 1859 door Francis Walker.
De soort komt voor in de Dominicaanse Republiek, Mexico, Panama, Venezuela en Brazilië (Pará).